# Гавриил (Домецкий)
Гавриил Домецкий (ум. после 1708, Киев) — лишённый сана архимандрит Русской православной церкви.

## Биография
По происхождению, предположительно, малороссиянин; обучался в Киевской духовной академии. Молодые годы он провел в миру, «отец детям и жену имущий»; был «на приказе в Вершилове селе»; утверждают даже, что он совершил «какое-то уголовное преступление и был под судом».

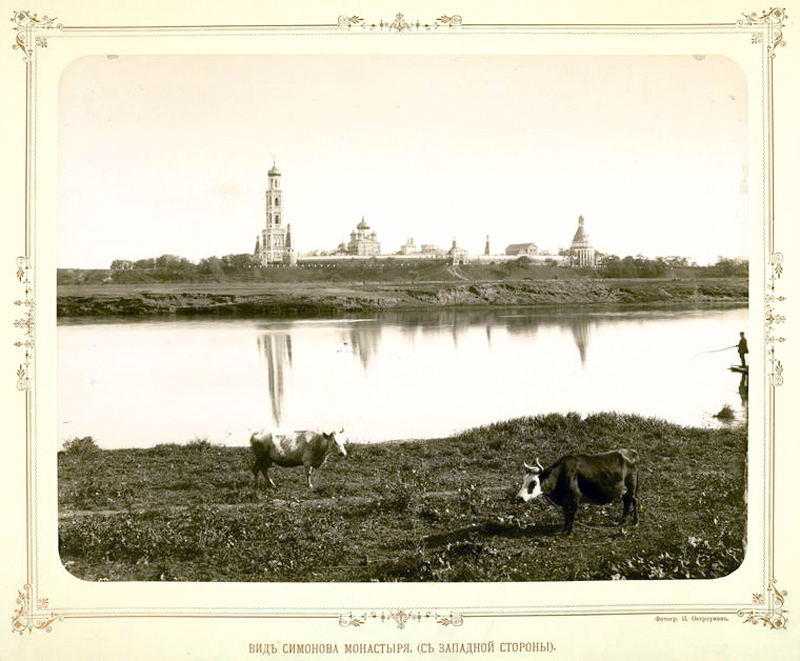
Симонов монастырь

В 1670-х годах упоминается уже монахом: в 1677 году он был игуменом Данилова монастыря города Москвы, а в 1680 году был переведен в Симонов монастырь архимандритом, пробыв на этом посту до 1691 года.
В январе 1682 года подписал грамоту об отмене местничества.
Русское духовенство в то время, разделялось на две партии, еллино-славянскую и латинствующую, в том смысле, что одна партия признавала только греческие канонические, литургические и научные авторитеты, а другая склонялась к авторитетам западным, латинским. Первая партия опиралась на патриарха Иоакима, который «подвиг в помощь себе греческих учителей самобратий» Иоанникия и Софрония Лихудов и ученого монаха Евфимия, вторая партия имела своей главой Заиконоспасского строителя Сильвестра Медведева, близкого к всесильному временщику князю В. В. Голицыну. Обе партии вели между собой ожесточенную полемику по вопросу о том, пресуществляются ли Святые Дары «словесы Господними» — «приимите, ядите» и т. д., согласно с учением Римской церкви, или через призыв священником в особой молитве благодати Святого Духа, согласно с учением Церкви Восточной.
Характер полученного образования, личные симпатии и, возможно, выгоды побудили Домецкого примкнуть к партии Медведева, «к латинской развращенной части», как говорили его противники. Домецкий сам полагал, по-видимому, искренно, что «стоит при правде Церкви Восточныя, матере своея», но находил, что Восточная и Римская Церкви за исключением догмата об исхождении Святого Духа разнятся только «в чинах церковных».
Когда в Москве появился «тайный еретик» кальвинист Ян Белободский, Домецкий на его «словеса ответы давал, якоже Церковь мудрствует», и «Церкви нашея правое мудрствование святыми отцы утверждал». Но противники Домецкого обличали его в том, что он «на восточных беды кует, учения греческого не любит и в спасении греков отчаявается». Особенно их раздражали малороссийский патриотизм и ученая гордость Домецкого, который «Киев паче меры хвалил», считал малороссов просветителями Великой России, был «величав, укорителен же и дерзок», называл Московских духовных «неуками и невеждами», а Московские книги писанными «не авторски и не по ученому чину».
В 1680-х годах положение Домецкого было весьма высоким: царь Феодор Алексеевич благоволил к нему; он был свой человек во влиятельной при Дворе Софьи Алексеевны партии Медведева; его дружбы искали важные духовные лица в роде будущего патриарха Адриана; Домецкий чувствовал себя сильным, «надеялся на свою мочь». Он занялся преобразованием Симонова монастыря на началах общежития, имея при этом в виду и западные образцы. «В научение обитающей в Симонове братии возлюбленней» Домецкий издал следующие труды:
1. «Учение всегдашнее монастырское, каково монах должен поучитися в святом монашеском чину»,
2. «Киновион или изображение евангельского и иноческого общего жития, от святых отец вкратце собранное»,
3. «Чин общежительные обители Симонова монастыря»,
4. «Учение начальником келейным».

От монахов он требовал нищеты, чистоты и послушания, «деньги кружечных сборов.., которые прежние архимандриты с крилошанами по себе деливали,… раздавал в милостыню за общее братское спасение». Но Домецкий не требовал особого умерщвления плоти на всех 12 степенях, по которым у него «нудится монашеская душа» на небо; пост он полагал не в качестве, а в количестве пищи, освобождал от него больных, преследовал пьянство, но дозволял братии сласти и пряности, а архимандриту «для чести обители» разрешал носить и «платье городское доброе», допускал для монахов и некоторые развлечения.
Домецкий был уверен, что он в Симонове «наставлением Божиим… устроил святое общежительство», но враги его кричали, что он разорил «древнее красносодеянное благочиние монастырское», ввел «польский закон», заставил монахов «в шахарду играть». Царь Феодор построил в Симонове трапезу и дворец; но враги и это ставили в вину Домецкому, который будто бы «Симонов монастырь переломал и перестроил по своему, пышно и бойко испестрил его латинскими штуками». Падение царевны Софьи увлекло и Домецкого. Чувствуя опасность он тогда же сжег своё сочинение «О преложении Даров». В начале 1691 года он жопрашивался к делу «литовского мужика» Митьки, «видевшего в солнце, что князю Василью Голицыну быть на царстве». Хотя Митька «при всех очистил» архимандрита, но Домецкий был сослан в Иверский монастырь на Сельвицком острове Валдайского озера, потом в Крестный и наконец в Новгородский Юрьев монастырь.
В 1701 году в Великий Новгород прибыл Пётр Великий, и Домецкий подал ему «Плач и рыдание и истинное оправдание в безвинном страдании», в котором между прочим писал:

«Швед ныне в великом страсе пребывает,
Ведяще, яко Русский царь нань наступает,
За обиды свои зелно хощет помстити,
Яко имать воскоре его победити.
Узрим же не в долзе сие, яко и сбудется,
Швед под нозе царския твое покорится».

«Многоплачевный вопль» Домецкого был услышан, и «бедный и горький старичишко» дождался «милостивого от уз разрешения».

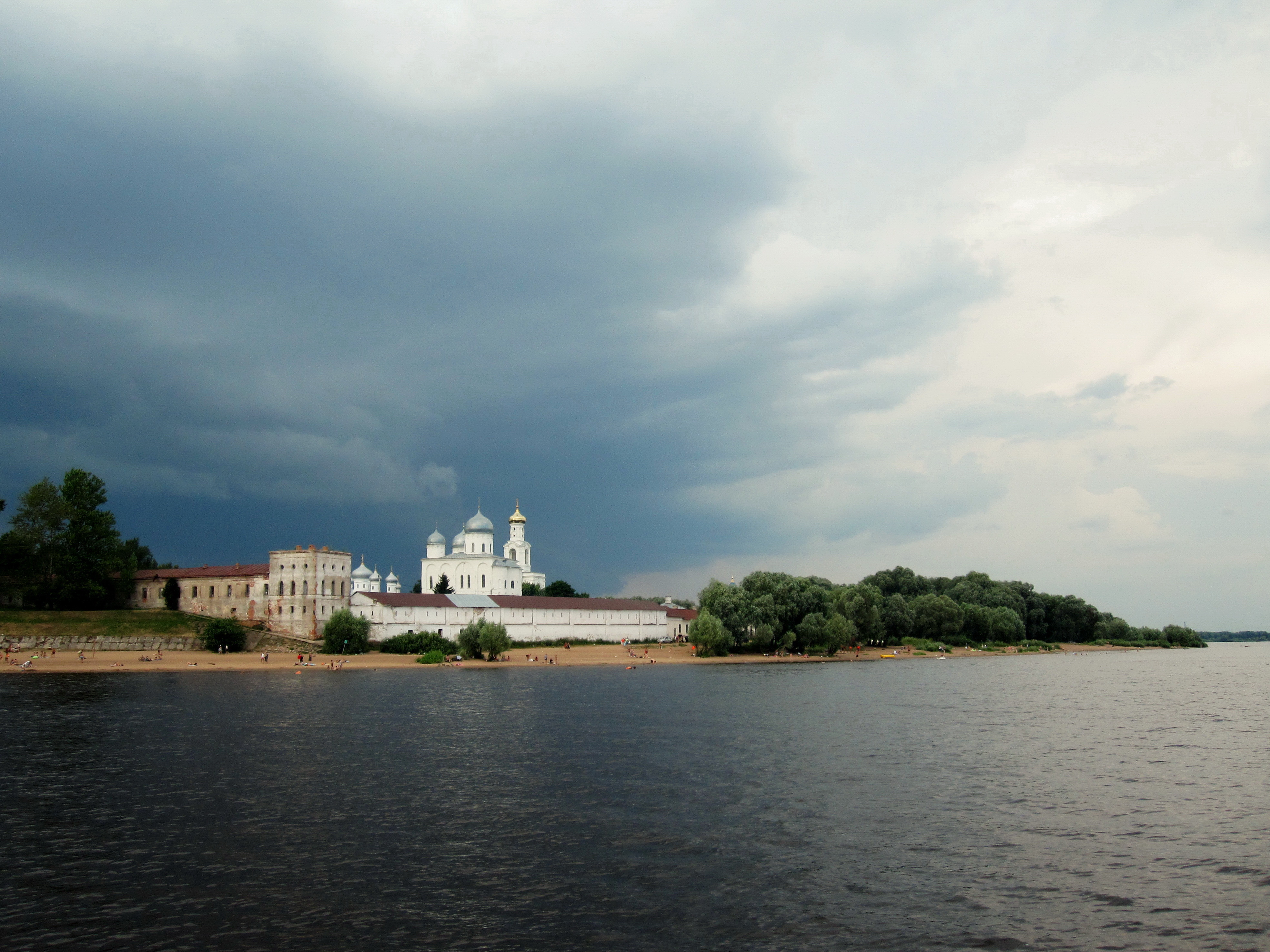
Юрьев монастырь

Митрополитом в Новгороде тогда был Иов; он любил просвещение и скорбел о невежестве духовенства. Образованный и ловкий Домецкий понравился Иову, и приблизился к нему «политичными некоими делами», «вымышляя для него лекарства и ухи и напитки», и сделался его «великим другом и советником». Кончилось тем, что митрополит, постоянно жаловавшийся на то, что «людей нет, некого поставить в архимандриты и игумены», в декабре 1704 году поставил Домецкого в архимандриты Юрьева монастыря.
На новой должности Гавриил показал себя деятельным настоятелем: возобновил соборную церковь и пристроил к ней каменную паперть. Не наученный горьким опытом Домецкий снова ввязался в богословскую полемику. Сначала он написал критику в форме «извещения» Иову на сочинение монаха Евфимия «Обличение на гаждатели священного писания Библии»; потом в форме 105 вопросов составил опровержение на книгу того же Евфимия «Остен», заключавшую в себе главный арсенал еллино-славянской партии. Но Домецкий встретил опасного противника в лице учёного иеродиакона Чудова монастыря Дамаскина, который написал опровержение вопросов Домецкого и успел убедить Иова в том, что подобных Домецкому «латинников посылает на нас сатана на прельщение, а не на исправление».
30 июля 1708 года Домецкий был лишен настоятельства; митрополит Иов упоминал о каком то «оземствовании», которое протоирей Яхонтов находит возможным понимать в смысле лишения Домецкого сана. Домецкий пробовал поправить свои дела с помощью каких-то «благородных синклитик», но тщетно. Он возвратился в Киев, где и умер.
Для своих противников Домецкий был «Сицилийского (адского) онаго пожара главней, верженной ветром сатанинским», «злых начинаний изобретателем», «лютым коварником». Не особенно лестные отзывы дают о нём и позднейшие ученые исследователи. «В возражениях Домецкого мы видим одно пустословие, намеренное искажение истины», — говорит С. Любимов, — «одним словом это мелкий кляузник, один из тех, которых во множестве производила католическо-польская система воспитания с её неизбежными диспутами и панегириками». Протоиерей Яхонтов считает Домецкого «человеком русским и православным, но уже окуренным западной иезутской ученостью, хитрым, пронырливым, тщеславным, способным к лести, коварству, интриге, клевете, ищущим только своих выгод, отличий и преимуществ, а главное средств к наслаждению благами временной жизни».